# Coppa CONMEBOL 1996
La Coppa CONMEBOL 1996 è stata la quinta edizione del torneo. Alla manifestazione parteciparono 16 squadre, e il vincitore fu il Lanús.

## Formula
Le squadre si affrontano in turni a eliminazione diretta.

## Partecipanti
| Nazione   | Squadra           |
| --------- | ----------------- |
| Argentina | Lanús             |
| Argentina | Rosario Central   |
| Bolivia   | Bolívar           |
| Brasile   | Bragantino        |
| Brasile   | Fluminense        |
| Brasile   | Palmeiras         |
| Brasile   | Vasco da Gama     |
| Cile      | Cobreloa          |
| Colombia  | Deportes Tolima   |
| Colombia  | Ind. Santa Fe     |
| Ecuador   | Emelec            |
| Paraguay  | Guaraní           |
| Perù      | Alianza Lima      |
| Uruguay   | Porongos          |
| Uruguay   | River Plate (M)   |
| Venezuela | Deportivo Táchira |

## Incontri

### Ottavi di finale

#### Andata
| Arbitro: | Zambrano |

|          |           |  |
| León 66’ | Marcatori |  |

| Lima 11 settembre 1996                                   | Alianza Lima | 2 – 1  | Emelec | Matute |
| \| \| \| \| \| Careca Gonzales \| Marcatori \| Juárez \| |              |        |        |        |
|                                                          |              |        |        |        |
| Careca Gonzales                                          | Marcatori    | Juárez |        |        |

| Arbitro: | Troxler |

|              |           |  |
| González 76’ | Marcatori |  |

| Calama 11 settembre 1996                                                            | Cobreloa  | 3 – 2                   | Rosario Central | Municipal (≈3.000 spett.) |
| \| \| \| \| \| Cornejo 31’ 67’ Tapia 79’ \| Marcatori \| 25’ Boasso 74’ Da Silva \| |           |                         |                 |                           |
|                                                                                     |           |                         |                 |                           |
| Cornejo 31’ 67’ Tapia 79’                                                           | Marcatori | 25’ Boasso 74’ Da Silva |                 |                           |

| San José de Mayo 11 settembre 1996                                     | Porongos  | 2 – 2           | River Plate | Casto Martínez Laguarda |
| \| \| \| \| \| Abeldaño López aut.’ \| Marcatori \| Picún Tiscornia \| |           |                 |             |                         |
|                                                                        |           |                 |             |                         |
| Abeldaño López aut.’                                                   | Marcatori | Picún Tiscornia |             |                         |

| Arbitro: | Córdoba |

|                                |           |                     |
| Hernández 13’ Rojas 28’ (rig.) | Marcatori | 2’ Vidales 68’ Díaz |

| Arbitro: | Sánchez |

|                                 |           |           |
| González 45’ Soto 53’ Rojas 73’ | Marcatori | 7’ Barata |

| Arbitro: | Bozzano |

|                                |           |        |
| Kelly Sandro Blum Alex Edilson | Marcatori | Luizão |

#### Ritorno
| Arbitro: | Velázquez |

|                                       |           |  |
| Edmundo 12’ 52’ Nelson 28’ Cássio 83’ | Marcatori |  |

| Guayaquil 18 settembre 1996 | Emelec               | 2 – 1                              | Alianza Lima | George Capwell |
| \| \| \| \| \| Ron Juárez \| Marcatori \| Salazar \| \| Batallas Fernández Juárez Graziani Fajardo \| Tiri di rigore 4 – 3 \| Jayo Zé Carlos Careca Tempone Ruiz \| |                      |                                    |              |                |
| |                      |                                    |              |                |
| Ron Juárez | Marcatori            | Salazar                            |              |                |
| Batallas Fernández Juárez Graziani Fajardo | Tiri di rigore 4 – 3 | Jayo Zé Carlos Careca Tempone Ruiz |              |                |

| Arbitro: | Hormazábal |

|                                              |           |               |
| Serrizuela 45’ 80’ (rig.) Mena 77’ Enría 87’ | Marcatori | 3’ Ochoaizpur |

| Rosario 18 settembre 1996                                                                    | Rosario Central | 4 – 1       | Cobreloa | Gigante de Arroyito (≈8.000 spett.) |
| \| \| \| \| \| Arruabarrena 12’ Da Silva 29’ 56’ Cardetti 81’ \| Marcatori \| 60’ Vásquez \| |                 |             |          |                                     |
|                                                                                              |                 |             |          |                                     |
| Arruabarrena 12’ Da Silva 29’ 56’ Cardetti 81’                                               | Marcatori       | 60’ Vásquez |          |                                     |

| Montevideo 18 settembre 1996                                                                       | River Plate | 6 – 0 referto | Porongos | Parque Federico Saroldi |
| \| \| \| \| \| Rosello 19’ 50’ Dos Santos 54’ Curbelo 63’ López 71’ Salazar 72’ \| Marcatori \| \| |             |               |          |                         |
| |             |               |          |                         |
| Rosello 19’ 50’ Dos Santos 54’ Curbelo 63’ López 71’ Salazar 72’                                   | Marcatori   |               |          |                         |

| Arbitro: | Moreno |

|                                      |           |  |
| Méndez 32’ Garcés 69’ Wittinghan 73’ | Marcatori |  |

| San Paolo del Brasile 1º ottobre 1996                                       | Palmeiras | 3 – 0 | Bragantino | Parque Antárctica |
| \| \| \| \| \| Djalminha 31’ Viola 40’ Leandro Ávila 69’ \| Marcatori \| \| |           |       |            |                   |
|                                                                             |           |       |            |                   |
| Djalminha 31’ Viola 40’ Leandro Ávila 69’                                   | Marcatori |       |            |                   |

| Arbitro: | Elizondo |

|                    |           |            |
| Paulo Roberto Hugo | Marcatori | Báez Rojas |

### Quarti di finale

#### Andata
| Rosario 7 ottobre 1996                                     | Rosario Central | 4 – 0 | River Plate | Gigante de Arroyito |
| \| \| \| \| \| Fernández Cardetti Palma \| Marcatori \| \| |                 |       |             |                     |
|                                                            |                 |       |             |                     |
| Fernández Cardetti Palma                                   | Marcatori       |       |             |                     |

| Arbitro: | Ortubé |

|  |           |                             |
|  | Marcatori | 35’ (rig.) Mena 68’ Coyette |

| Arbitro: | Toro |

|  |           |                      |
|  | Marcatori | 10’ Ramon 76’ Cássio |

| Arbitro: | Rodas |

|            |           |  |
| Wittinghan | Marcatori |  |

#### Ritorno
| Montevideo 17 ottobre 1996 | River Plate | 0 – 0 | Rosario Central | Parque Federico Saroldi |

| Arbitro: | Robles |

|                                                             |           |                            |
| Belloso 10’ 69’ Falaschi 25’ López 72’ Mena 83’ Coyette 87’ | Marcatori | 70’ (rig.) Rojas 73’ Isasi |

| Bragança Paulista 23 ottobre 1996, ore 15:00 (UTC-3) | Bragantino | 0 – 0 | Independiente Santa Fe | Marcelo Stéfani\| Arbitro: \| Olivetto \| |
| Arbitro:                                             | Olivetto   |       |                        |                                           |

| Arbitro: | Aquino |

|  |           |               |
|  | Marcatori | 36’ Fernández |

### Semifinali

#### Andata
| Arbitro: | Seminario |

|                  |           |                       |
| Ranielli 44’ 48’ | Marcatori | 89’ (rig.) Wittinghan |

| Arbitro: | Cordero |

|                                           |           |  |
| Belloso 44’ Carbonari 50’ (aut.) Mena 70’ | Marcatori |  |

#### Ritorno
| Arbitro: | Rodas |

|                                                        |                      |                                                                            |
| Villamizar 35’                                         | Marcatori            |                                                                            |
| Upegui Salcedo Villamizar Penayo Zea Wittinghan Flórez | Tiri di rigore 6 – 5 | Alex Pinho Juninho Pernambucano Ranielli Borçato Toninho Edmundo João Luis |

| Arbitro: | Ruscio |

|              |           |                                     |
| Cardetti 13’ | Marcatori | 6’ Serrizuela 82’ López 85’ Belloso |

### Finale

#### Andata
| Arbitro: | Robles |

| |            | |
| Mena 32’ (rig.) Ibagaza 76’ | Marcatori  | |
| · Roa P · Serrizuela D · Falaschi D · Siviero D · Bressán D · Mena C · Cravero C · Ibagaza C · 69’ Coyette C · 69’ Lacosegliaz C · 67’ Enría A · 67’ Belloso A · 84’ López A · 84’ Coimbra A | Formazioni | · P Dudamel · D Flórez 80’ · C Pérez 80’ · D Méndez · D Garcés · D Upegui · C Salcedo · C Villamizar · C Hurtado · C Vidales 46’ · A Penayo 46’ · A Wittinghan · A Hoyos 62’ · A Díaz 62’ |
| Cúper | Allenatori | Centrone |

#### Ritorno
| Arbitro: | Pereira da Silva |

| |            | |
| Wittinghan 4’ (rig.) | Marcatori  | |
| · Dudamel P · 72’ Flórez D · 72’ Zea C · Gutiérrez D · Garcés D · Upegui D · Salcedo C · Villamizar C · 46’ Vidales C · 46’ Pérez C · Penayo A · Wittinghan A · 58’ Díaz A · 58’ Hoyos A | Formazioni | · P Roa · D Loza · D Falaschi · D Siviero · D González · C Fernández 64’ · D Serrizuela 64’ · C Cravero · C Morales · C Ibagaza 80’ · C Lacosegliaz 80’ · A Belloso 74’ · A Enría 74’ · A López |
| Centrone | Allenatori | Cúper |